# Kameanopil, Bratske
Kameanopil (în ucraineană Кам'янопіль) este un sat în comuna Kameano-Kostuvate din raionul Bratske, regiunea Mîkolaiiv, Ucraina.

## Demografie
Componența lingvistică a localității Kameanopil
     Ucraineană (96,23%)
     Română (3,77%)
Conform recensământului din 2001, majoritatea populației localității Kameanopil era vorbitoare de ucraineană (96,23%), existând în minoritate și vorbitori de română (3,77%).